# Poznámka (typografie)
Poznámka je text umístěný zpravidla pod čarou ve spodní části stránky dokumentu, případně souhrnně na konci kapitoly nebo celého dokumentu. Slouží k doplnění dané pasáže o další komentáře, citace nebo odkazy.
V textu je zastoupena pořadovým číslem nebo symbolem formátovaným zpravidla jako horní index a umístěným bezprostředně za související text. Pokud je poznámka umístěna na konci věty za interpunkcí, považuje se za relevantní pro celou větu. V jednom místě jich může být i více. V takovém případě je nutné je jasně oddělit. Pokud lze poznámky využít na více místech, stačí opětovně použít shodné zástupné znaky.
Někdy se zástupné znaky zakončují závorkou, případně vkládají do hranatých závorek.
V případě číselných řad lze využít odlišně formátování pro různé části dokumentu, např. hlavní text pomocí arabských čísel, přílohy dokumentu pomocí římských čísel. Odlišné formátování se používá i u tabulek, pokud je jejich číslování nezávislé a poznámky jsou umístěny přímo pod danou tabulkou. V takovém případě se volí např. malá latinská abeceda.
U publikací s velkým množstvím poznámek se číslování nuluje s každou kapitolou, výjimečně s každou stránkou.
Příklad: Projekt XY1 nebyl nikdy dokončen.2, 3